# Linus Butt

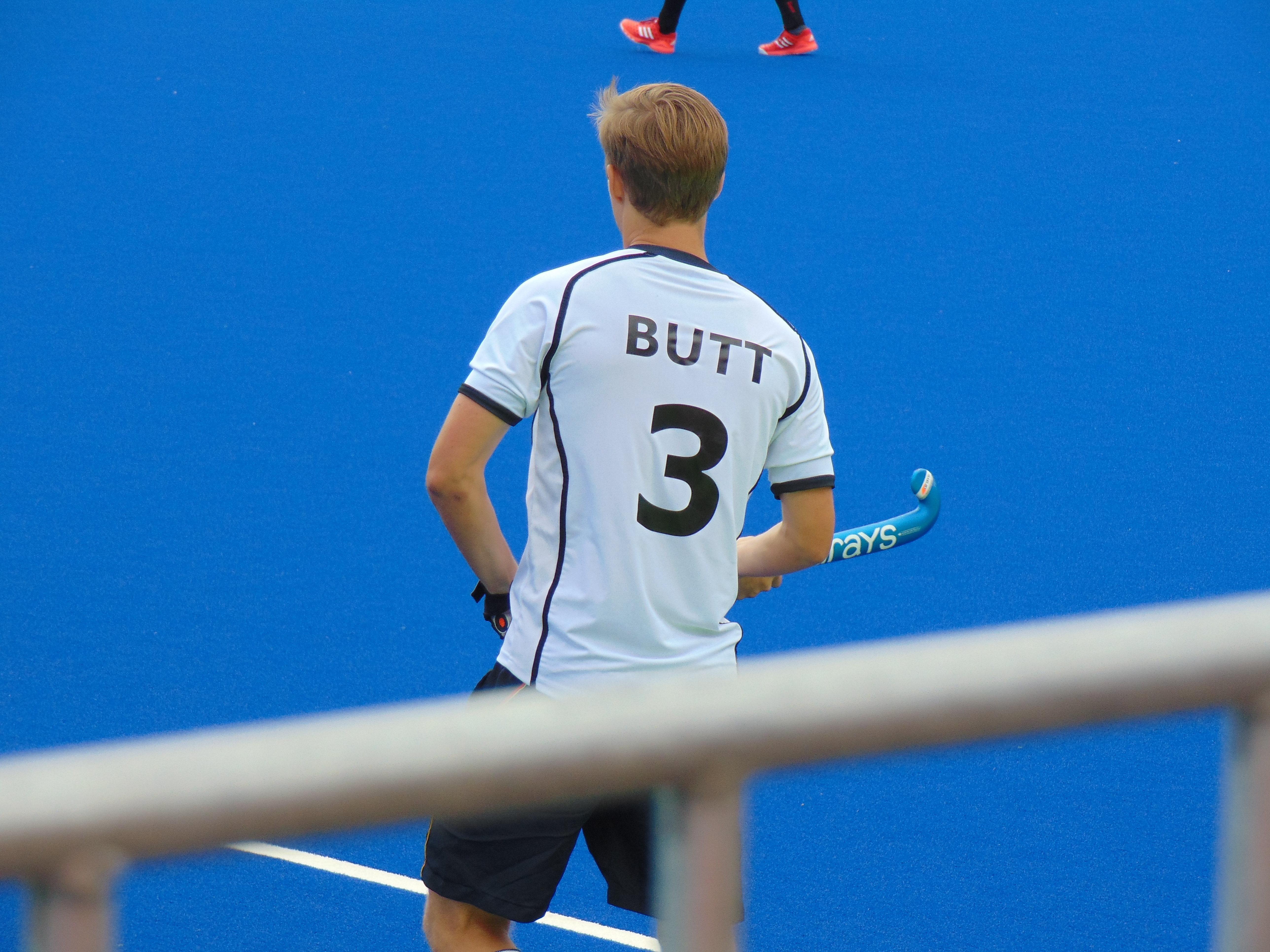
Linus Butt

Linus Butt (* 12. März 1987 in Kempen) ist ein ehemaliger deutscher Hockeyspieler.
Butt spielte erstmals 2002 im Jugendbereich für den DHB. Sein größter Erfolg war der dritte Platz bei der U21-Europameisterschaft 2008. Am 3. Oktober 2008 debütierte er in der deutschen Hockeynationalmannschaft. Ende 2009 unterlag der Abwehrspieler mit der deutschen Mannschaft im Finale der Champions Trophy den australischen Gastgebern. Auch im Finale der Weltmeisterschaft 2010 in Neu-Delhi unterlag die deutsche Mannschaft den Australiern. Im August 2011 siegte die deutsche Mannschaft bei der Feldhockey-Europameisterschaft in Mönchengladbach im Finale gegen die Niederlande. Im Jahr 2016 nahm er bei den Olympischen Spielen in Rio de Janeiro teil, wo er mit der deutschen Hockeynationalmannschaft Bronze holte. Dafür erhielt er am 1. November 2016 das Silberne Lorbeerblatt.
Zwischen 2008 und 2016 bestritt Butt 168 Feldhockey- und 10 Hallenhockey-Länderspiele für Deutschland.
Auf Vereinsebene spielte Butt für den Crefelder HTC, mit dem er 2006 Deutscher Meister im Feldhockey und 2007 im Hallenhockey wurde. 2007 gewann er mit den Krefeldern den letzten Europapokal der Landesmeister. Ab der Rückrunde der Feldsaison 2019/20 spielte er für den Kölner HTC Blau-Weiss.
Butt ist als Arzt im Bereich Nephrologie am Universitätsklinikum Köln tätig.